# Các địa điểm lâu đời nhất của các thành phố ở Ba Lan theo luật Đức
Các địa điểm dựa trên luật pháp của Đức, bao gồm việc tổ chức và xây dựng một thành phố mới, là hiện tượng đặc trưng và quan trọng nhất trong lịch sử kinh tế và xã hội của vùng đất Ba Lan trong thế kỷ 13 .
Sáng kiến địa điểm thuộc về người cai trị (hoàng tử, vua) cũng như các hiệp sĩ và giáo sĩ.Lần đầu tiên vào năm 1211, Hoàng tử Silesian Henry Bearded, trao cho Złotoryja đặc quyền sử dụng quyền được cấp vào năm 1188 cho những người chăn nuôi Magdeburg .
Danh sách dưới đây trình bày các thành phố lâu đời nhất của Ba Lan về mặt pháp lý, tức là năm họ có được quyền thành phố.

## Các thành phố thế kỷ 13 trong công quốc Piast và Gdańsk Pomerania
Vào thế kỷ 13, 230 thành phố nằm trong các quốc gia được cai trị bởi các triều đại Piast và ở Gdańsk Pomerania: 128 ở Silesia, 38 ở Wielkopolska, 29 ở Małopolska, ở Łęczyca và Sieradz 17, ở Kujawy và Dobrzyń 9, 5 ở Gdańsk Pomerania và 4 ở Mazowsze 
- Trước 1211 – Złotoryja[uwaga 1][5]
- Trước 1217 – Lwówek Śląski[6], Opole[uwaga 2][7], Racibórz[uwaga 3][8]
- 1217 – Leśnica
- 1221 – Sobótka[9]
- 1223 – Cieszyn[uwaga 4][uwaga 5][10], Nysa[uwaga 6][11], Środa Śląska[uwaga 7][12][13], Ujazd[14]
- 1225 – Biała[12]
- Trước 1226 – Krosno Odrzańskie[uwaga 8][12][15]
- 1226 – Wrocław[uwaga 9][16]
- Trước 1228 – Świebodzice[12]
- 1228 – Byczyna[17]
- Trước 1231 – Śródka[12]
- 1231 – Strzelno[uwaga 10][18]
- Trước 1232 Głuchołazy[uwaga 11][12][19]
- 1233 – Nowogrodziec[uwaga 12][20]
- 1234 – Oława[uwaga 13][21]
- 1236 – Gdańsk[22]
- 1237 – Płock[23]
- 1237/1238 – Inowrocław[uwaga 14][24]
- 1238 – Nowogród Bobrzański[25]
- 1239 – Dobrzyń nad Wisłą[26], Iłża[27]
- 1241–1244 Koziniec[uwaga 15][28]
- 1242 – Strzegom[uwaga 16][29]
- Trước 1243 Sandomierz[12]
- 1243 – Gniezno[uwaga 17][30]
- 1244 – Sulęcin[uwaga 18][31], Kłobuck (?)[uwaga 19][32]
- 1245 – Milicz[uwaga 20][33], Człopa[34]
- Trước 1248 – Międzyrzecz[uwaga 21][35]
- 1249 – Lubiąż[uwaga 22][36], Namysłów[uwaga 23][37]
- 1250 – Brzeg[38], Brześć Kujawski[uwaga 24][39], Grodków[uwaga 25][40], Lewin Brzeski[uwaga 26][41], Trzebnica[uwaga 27][42],
- 1251 – Bolesławiec[uwaga 28][43], Chełmża[uwaga 29][44], Kostrzyn[45]
- 1252 – Cerekwica[uwaga 30][42], Radziejów[uwaga 31][46], Wiązów[uwaga 32][42], Zawonia[uwaga 33][47].
- 1253 – Bochnia[uwaga 34][48], Głogów[49], Kluczbork[uwaga 35][42], Oleśnica[50], Poznań[uwaga 36][51], Śrem[uwaga 37][52], Przyłęk[uwaga 38][uwaga 39][28][53], Ziębice[uwaga 40][54], Żmigród[uwaga 41][42]
- 1253–1255 Legnica[55]
- 1254 – Bytom[56], Paczków[uwaga 42][57]
- 1255 – Kłecko[uwaga 43][58], Sieradz[uwaga 44][59], Warta[uwaga 45][60], Włocławek[61]
- 1257 – Biecz[62], Jarocin[63], Kraków[uwaga 46][64][65][66][67][68][69][70], Pobiedziska[71], Pyzdry[72], Wodzisław Śląski[uwaga 47][73]
- 1259 – Ścinawa[74]
- 1260 – Pyskowice[75], Szprotawa[76], Tczew[77], Żagań[uwaga 48][76], Żary[78]
- Trước 1261 - Wleń[79][uwaga 49]
- 1261 – Wołczyn[uwaga 50][42]
- 1262 – Czeladź[80], Kcynia[81]
- 1263 – Wrocław-Nowe Miasto[uwaga 51][42], Żnin[82]
- 1264 – Połaniec[83], Skaryszew[84]
- 1265 – Krzanowice[85]
- 1266 – Bierutów[uwaga 52][86], Dzierżoniów[uwaga 53][87], Radomsko[88]
- 1267 – Łęczyca[89], Skała[90], Świdnica[uwaga 54][91]
- Trước 1268 – Kalisz[uwaga 55][92][93]
- 1268 – Byczyna[uwaga 56][17], Gniewkowo[94], Grodków[uwaga 57][95], Koprzywnica[uwaga 58][96]
- 1270 – Woźniki[97]
- 1271 – Jędrzejów[98], Skorogoszcz[12]
- 1272 – Oświęcim[99], Żory[100]
- 1273 – Wolbórz[101], Wschowa[uwaga 59][102], Stary Sącz[103]
- 1275 – Głubczyce[104], Jawor[uwaga 60][105], Krapkowice[106] Olesno[uwaga 61][107]
- 1276 – Bolków[uwaga 62][108], Gliwice[uwaga 63][109], Pajęczno[110], Siewierz[111]
- 1277 – Kęty[112]
- 1278 – Gostyń[113], Wojnicz[uwaga 64][114]
- 1279 – Nowe Brzesko[115], Prudnik[116], Świebodzice[uwaga 65][117]
- 1280 – Przemków[118], Rogoźno[119]
- 1282 – Niemcza[uwaga 66][120], Opatów[121], Wieluń[122]
- Trước 1283 – Koźmin Wielkopolski[123]
- 1283 – Kępno[124], Niemodlin[uwaga 67][125], Ostrzeszów[uwaga 68][126], Pleszew[127], Żerków[128]
- 1285 – Głogówek[uwaga 69][129], Wołów[uwaga 70][130]
- Trước 1286 – Strzelce Krajeńskie[131]
- 1286 – Sławków[132]
- 1287 – Busko-Zdrój[133], Prusice[uwaga 71][134], Ząbkowice Śląskie[uwaga 72][135]
- Trước 1288 – Zgierz[136]
- 1288 – Chojnów[uwaga 73][137], Jelenia Góra[uwaga 74][138]
- 1289 – Kościan[139], Koźle[uwaga 75][140],
- Trước 1290 – Krobia[12]
- 1290 – Miechów[141], Góra[uwaga 76][142], Słupca[143], Strzelce Opolskie[144], Uniejów[145], Wąsosz[uwaga 77][142], Wieliczka[146] Czaplinek[12]
- 1291 – Lubomierz[uwaga 78][147], Piotrków Trybunalski[148], Polkowice[uwaga 79][142]
- 1292 – Kamienna Góra[149], Lubawka[150], Nowy Sącz[151], Strzelin[152], Zator[uwaga 80][153]
- 1293 – Konin[154], Twardogóra[142]
- 1294 – Gorzów Śląski[155]
- 1295 – Janowiec Wielkopolski[156], Lubin[uwaga 81][157], Nowe Miasteczko[uwaga 82][142], Skwierzyna[158], Szadek[uwaga 83][159], Świerzawa[uwaga 84][160]
- Trước 1296 – Sulejów[161]
- 1296 – Baborów[162]
- 1297 – Kąty Wrocławskie[uwaga 85][163]
- 1298 – Łowicz[164]
- 1299 – Nakło nad Notecią[165], Olkusz[166]
- 1300 – Bardo[uwaga 86][167], Lubliniec[168], Sulechów[uwaga 87][142], Warszawa[169]

## Các thành phố thế kỷ 13, hiện nằm ở Ba Lan
- 1233 - Chełmno [uwaga 88][170], Kwidzyn [uwaga 89][171], Torun [uwaga 90][172]
- trước 1234 - Banie [uwaga 91][173]
- 1234 - 1239 - Radzyń Chełmiński [174]
- 1235 - Gubin [175]
- 1243 - Stargard [176], Szczecin [uwaga 92][177]
- 1246 - Elbląg [uwaga 93][178]
- 1253 - 1255 - Zawidów [uwaga 94][179]
- 1254 - Braniewo [uwaga 95][180], Gryfino [uwaga 96][181]
- 1255 - Chojna [182], Kołobrzeg [uwaga 97][183]
- 1257 - Gorzów Wielkopolski [184]
- 1260 - Dabie [uwaga 98][185], Cảnh sát [186]
- 1262 - Gryfice [187]
- 1263 - Pyrzyce [188]
- 1264 - Toruń - Thị trấn mới [uwaga 99]
- 1265 - Słupsk [189]
- 1266 - Koszalin [190]
- 1268 - Goleniów [191], Lubań [uwaga 100][192], Sulików [uwaga 101][193]
- 1270 - Myślibórz [194]
- 1274 - Kamień Pomorski [195]
- 1275 - Kłodzko [uwaga 102][196], Cửu Long Pomorskie [197], Łobez [198]
- 1277 - Płoty [199], Trzebiatów [200]
- 1278 - Barlinek [201], Maszewo [202], Wolin [203]
- 1281 - Trzcińsko-Zdrój [204]
- 1283 - Lubsko [205]
- 1284 - Choszczno [206]
- 1286 - Malbork [207]
- 1288 - Resko [208]
- 1290 - Pełczyce [209]
- 1291 - Grudziadz [210]
- 1293 - Kisielice [211]
- 1295 - Nowe Warpno [uwaga 103][212]
- 1296 - Świdwin [213]
- 1297 - Drawsko Pomorskie [214], Pasłęk [215]
- 1298 - Brodica [uwaga 104][216]
- 1299 - Białogard [217]

## Các chú thích
1. ↑  Data otrzymania pouczenia prawnego z Magdeburga.
2. ↑  Pierwsza wzmianka o prawach hospites lokowanych w mieście pochodzi z 1217 r.
3. ↑  Pierwsza wzmianka o prawach hospites lokowanych mieście pochodzi z 1217 r.
4. ↑  Miasto lokowano przed 1223 rokiem; w dokumencie dla klasztoru norbertanek z Rybnika wymieniono przedmieście Cieszyna, z czego wnioskuje się, że miasto już w tym czasie istniało.
5. ↑  Część badaczy datuje lokację miasta na okres przed 1263 r. zob. J. Drabina, Historia miast śląskich w średniowieczu, Kraków 2000, s. 188. W starszej literaturze kładziono lokację Cieszyna na lata 1217–1236; F. Popiołek, Dzieje Cieszyna, Cieszyn 1916 – cyt. za: I. Panic, Studia z dziejów Skoczowa w średniowieczu, Cieszyn 1997, s. 31.
6. ↑  Pierwsza wzmianka o mieście pochodzi z 1223.
7. ↑  W 1235 r. otrzymano z Halle wykładnię prawa magdeburskiego, w której zwracano się do mieszkańców jako do mieszczan w Nowym Targu.
8. ↑  Ograniczone prawo miejskie. Pełne prawo magdeburskie dopiero w 1317.
9. ↑  Wrocław otrzymywał przywileje lokacyjne dwu lub trzykrotnie, przy czym daty tych lokacji nie są pewne i są dyskutowane przez historyków: po raz pierwszy przez Henryka Brodatego w roku 1226 (lub 1214, bowiem w dokumencie księcia z tego roku wymieniany jest sołtys wrocławski Godinus, co wskazuje, że była to gmina już miejska); prawdopodobnie pomiędzy majem 1241 a marcem 1242 Bolesław II Rogatka rozszerzył znacznie obszar lokowanego miasta; w 1261 książęta Henryk III Biały i Władysław wrocławski nadali miastu prawo magdeburskie.
10. ↑  Data bardzo prawdopodobna, dokument lokacyjny nie zachował się.
11. ↑  Na prawie flamandzkim.
12. ↑  Prawo miejskie lwóweckie.
13. ↑  Pierwsza wzmianka o mieście pochodzi z 1234 r.
14. ↑  Książę Kazimierz, syn Konrada mazowieckiego, otrzymał Kujawy jako wydzieloną przez ojca dzielnicę, obierając Inowrocław na jej stolicę. Między 1237 a 1238 r. lokował tam miasto na prawie magdeburskim.
15. ↑  Miasto stało się ponownie wsią w latach 1282–1288 przegrywając konkurencję z lepiej położonymi Ząbkowicami Śląskimi.
16. ↑  Pierwsza wzmianka o mieście pochodzi z dokumentu księżnej Anny, wdowy po Henryku Pobożnym z 1242 r.
17. ↑  Lokacja przed tą datą.
18. ↑  W dokumencie z 1244 określany jako civitas.
19. ↑  Data wątpliwa; bardziej prawdopodobne, że miasto otrzymało prawa miejskie dopiero w 1339 lub 1344.
20. ↑  Pierwsza wzmianka o mieście pochodzi z 1253 r.
21. ↑  Miasto lokowano pomiędzy 1230 r., a 1248 r.
22. ↑  Lubiąż utracił prawa miejskie w 1844 r.
23. ↑  Pierwsza wzmianka o mieście pochodzi z 1249 r.
24. ↑  Prawa miejskie otrzymał zapewne przed tą datą.
25. ↑  Miasto lokował przed 1250 r. Mroczek z Pogorzeli. Ponowna lokacja książęca nastąpiła w 1268.
26. ↑  Prawa miejskie nadane między 1240 a 1250 przez Bogusza z Pogorzeli. Rozwój miasta datowany dopiero od kolejnej lokacji w 1333.
27. ↑  Dokument lokacyjny wystawił 1 lutego 1250 r. książę wrocławski Henryk III Biały.
28. ↑  Pierwsza wzmianka o mieście pochodzi z 1251 r.
29. ↑  Lokację miasta kładzie się na okres przed 1251 rokiem.
30. ↑  Zezwolenie na lokację wydał 12 marca 1250 r. książę wrocławski Henryk III Biały. Miasto szybko upadło.
31. ↑  Miasto lokowane przez księcia kujawskiego i łęczyckiego Kazimierza.
32. ↑  Zezwolenie na lokację wydał w 1250 r. książę wrocławski Henryk III Biały. Dokument lokacyjny wzorowany na Nysie wystawił w 1252 r. biskup wrocławski Tomasz II.
33. ↑  Zezwolenie na lokację wydał książę Henryk III Biały. Miasto wkrótce upadło.
34. ↑  Nadanie prawa miejskiego magdeburskiego przez księcia krakowskiego Bolesława Wstydliwego.
35. ↑  Zezwolenie na lokację wydał 26 lutego 1253 r. książę wrocławski Henryk III biały.
36. ↑  Nadanie prawa miejskiego magdeburskiego przez księcia wielkopolskiego Przemysła I.
37. ↑  Wydanie przywileju lokacyjnego przez książąt wielkopolskich: Przemysła I i Bolesława Pobożnego. W 1393 miasto otrzymało prawo magdeburskie i zostało przeniesione na obecną lokalizację na mocy przywileju Władysława II Jagiełły.
38. ↑  W 1253 r. wzmiankowany jest wójt.
39. ↑  Miasto stało się ponownie wsią najpóźniej w 1296 r. przegrywając konkurencję z lepiej położonymi Ząbkowicami Śląskimi.
40. ↑  Pierwsza wzmianka o mieście pochodzi z 1253 roku.
41. ↑  Zezwolenie na lokację na wzór Złotoryi i Lwówka Śląskiego wystawił 15 maja 1253 roku książę wrocławski Henryk III Biały.
42. ↑  Dokument fundacyjny wystawił biskup wrocławski Tomasz I.
43. ↑  Lokacja książęca, istnieje jednak podejrzenie, że jest to falsyfikat.
44. ↑  Data pierwszej wzmianki o mieszczanach sieradzkich.
45. ↑  Przywilej lokacyjny księcia kujawskiego i łęczyckiego Kazimierza.
46. ↑  W literaturze toczy się dyskusja na temat ewentualnej wcześniejszej pierwszej lokacji Krakowa, która mogła mieć miejsce ok. 1220 r. (konieczność nowej lokacji w 1257 r. miała wynikać ze zniszczenia miasta wskutek najazdu tatarskiego; świadectwo wcześniejszej lokacji mają stanowić pojawiający się przed 1257 r. w źródłach sołtysi krakowscy). Jeszcze w XIX w. taką tezę postawił Józef Szujski w Kraków aż do początków XV-go wieku. Wstępne słowo do najstarszych ksiąg tego miasta, w: Najstarsze księgi i rachunki miasta Krakowa od r. 1300 do 1400, wyd. Franciszek Piekosiński, J. Szujski, Kraków 1878; podtrzymywali ją później liczni badacze m.in. H. Münch, Kraków do roku 1257 włącznie, „Kwartalnik Architektury i Urbanistyki. Teoria i Historia", t. VIII, 1958, z. 1, s. 1–40, J. Wyrozumski, Dzieje Krakowa, t. 1: Kraków do schyłku wieków średnich, Kraków 1992, s. 147–160 czy B. Krasnowolski, Lokacje i rozwój Krakowa, Kazimierza i Okołu. Problematyka rozwiązań urbanistycznych, w: Kraków. Nowe studia nad rozwojem miasta, red. J. Wyrozumski, Kraków 2007 („Biblioteka Krakowska", nr 150), s. 355–426. Podsumowanie tej dyskusji (z głosem przeciwko wcześniejszej lokacji): J. Wyrozumski, Lokacja czy lokacje Krakowa na prawie niemieckim?, w: Kraków. Nowe studia nad rozwojem miasta, red. J. Wyrozumski, Kraków 2007 („Biblioteka Krakowska", nr 150), s. 121–151. O przywileju lokacyjnym Bolesława V Wstydliwego z 1257 r. m.in.: B. Wyrozumska, B. Krasnowolski, Wielka lokacja, w: Encyklopedia Krakowa, Kraków–Warszawa 2000, s. 1041–1042. Reprodukcja aktu lokacji (oraz omówienie wraz z literaturą) dostępna jest w Katalogu Skarbów Dziedzictwa Narodowego Lưu trữ ngày 11 tháng 8 năm 2007 tại archive.today.
47. ↑  Wodzisław został lokowany na prawie niemieckim pomiędzy początkiem panowania księcia Władysława opolskiego w 1246 roku, a sprowadzeniem do miasta franciszkanów w 1257. Powszechnie tą ostatnią datę przyjmuje się jako datę lokacji, chociaż najprawdopodobniej nastąpiła ona wcześniej.
48. ↑  Pierwsza wzmianka o mieście pochodzi z 1260 r., gdy lokowano Szprotawę na prawie niemieckim, na wzór Żagania.
49. ↑  Podawana niekiedy data 1214 (np. ) nie ma potwierdzenia w źródłach historycznych.
50. ↑  Dokument lokacyjny wystawił 22 stycznia 1261 r. książę wrocławski Henryk III Biały.
51. ↑  Dokument lokacyjny wystawił 9 kwietnia 1263 r. książę Henryk III Biały. W 1327 r. połączone z Wrocławiem.
52. ↑  Pierwsza nieudana lokacja na prawie niemieckim nastąpiła ok. 1250 r. Powtórnej lokacji na prawie frankońskim dokonał w 1266 r. książę Henryk III Biały.
53. ↑  Miasto po raz pierwszy wzmiankowane w 1266 r.
54. ↑  Pierwsza wzmianka o mieście pochodzi z 1267 r.
55. ↑  Miejska strona internetowa podaje, że Kalisz lokowano ok. 1257 r. Historycy przypuszczają, że lokacja Kalisza miała miejsce pomiędzy 1257 a 1268 rokiem. Zob. Zbyszko Górczak: Najstarsze lokacje miejskie w Wielkopolsce... Należy jednak pamiętać, że w 1268 Kalisz na pewno posiadał prawa miejskie. Faktycznie nadanie praw miejskich nastąpiło wcześniej – pomiędzy 1257 a 1268 rokiem.
56. ↑  W 1268 r. Byczyna została lokowana po raz wtóry. Wiązało się to ze zniszczeniem miasta w roku 1241, podczas najazdu Tatarów.
57. ↑  Dokument lokacji na prawie średzkim wystawił książę Henryk IV Probus 22 września 1268 r.
58. ↑  Według niektórych historyków Koprzywnica lokowana została w roku 1262 na prawie polskim, a w 1268 r. akt lokacji zmieniono na niemiecki.
59. ↑  Dokładna data roczna powstania miejscowości nie jest znana. Wzmianki o istnieniu miasta pojawiają się jednak w 1273 r.
60. ↑  W 1275 r. książę Henryk V Gruby nadał 5 łanów ziemi Alelajdzie, wdowie po byłym zasadźcy Hermanie.
61. ↑  W 1450 r. Olesno ponownie otrzymało prawa miejskie, w związku ze spłonięciem aktu lokacyjnego w pożarze.
62. ↑  Pierwsza wzmianka o mieście pochodzi z 1276 r.
63. ↑  Lokacja nastąpiła przed 1276 r.
64. ↑  Dokładna data roczna nadania praw miejskich miastu nie jest znana. W 1278 r. pojawiają się jednak pierwsze wzmianki na temat Wojnicza jako miasta.
65. ↑  Pierwsza wzmianka o mieście pochodzi z dokumentu Henryka Probusa wystawionego 23 stycznia 1279 r.
66. ↑  Pierwsza wzmianka o mieście.
67. ↑  Lokacja nastąpiła przed 1283 r.
68. ↑  Miasto Ostrzeszów lokowane zostało w latach 1261–1283. Dokładnej daty tego wydarzenia nie można potwierdzić ze względu na zaginięcie aktu lokacyjnego.
69. ↑  Pierwsza wzmianka o mieście pochodzi z 1285 r.
70. ↑  Lokacja nastąpiła w latach 1284–1288, najprawdopodobniej w 1285.
71. ↑  Pierwsza wzmianka o mieście pochodzi z 1287 r.
72. ↑  Pierwsza wzmianka o mieście pochodzi z dokumentu z 10 stycznia 1287 r.
73. ↑  Pierwsza wzmianka o mieście pochodzi z dokumentu księcia Henryka V Grubego z 1288 r.
74. ↑  Miasto było po raz pierwszy wzmiankowane w dokumencie księcia Bolka I z 20 marca 1288 r.
75. ↑  Miasto lokowano w 1289 r.
76. ↑  Miasto lokował przed 1290 r. książę Henryk III głogowski.
77. ↑  Miasto lokował książę Henryk III głogowski.
78. ↑  Prawa miejskie nadał książę Bolko I.
79. ↑  Miasto lokował przed 1291 r. książę Henryk III głogowski.
80. ↑  10 listopada 1292 r. Mieszko cieszyński nadał prawa miejskie Zatorowi w oparciu o prawo miejskie Cieszyna.
81. ↑  Pierwsza wzmianka o mieście pochodzi z 1295 r.
82. ↑  Miasto lokował przed 1295 r. książę Henryk III głogowski.
83. ↑  Pierwsza wzmianka o Szadku jako o mieście pochodzi właśnie z 1295 r.
84. ↑  Pierwsza wzmianka o mieście pochodzi z 1295 r.
85. ↑  Miasto było lokowane w ostatnich latach XIII w., nie później niż w 1298 r.
86. ↑  Miasto lokowano ok. roku 1300.
87. ↑  Miasto lokował przed 1300 r. książę Henryk III głogowski.
88. ↑  Miasto lokowane wspólnie z Toruniem, tym samym dokumentem lokacyjnym, wystawionym przez wielkiego mistrza Hermanna von Salzę, miało pełnić rolę stolicy Państwa Krzyżackiego; w 1251 r. ponowne wystawienie przywileju lokacyjnego uwzględniającego rosnącą rolę Torunia.
89. ↑  Lokacja miasta nastąpiła po tym roku.
90. ↑  Miasto lokowane na prawie chełmińskim, wspólnie z Chełmnem, tym samym przywilejem lokacyjnym, wystawionym przez wielkiego mistrza Hermann von Salzę; w 1251 r. ponowne wystawienie przywileju lokacyjnego ze zmianami uwzględniającymi rosnącą rolę miasta w stosunku do Chełmna.
91. ↑  Miejscowość w 1234 była wzmiankowana jako miasto, a w 1945 utraciła prawa miejskie.
92. ↑  Lokacja w latach 1237–1243.
93. ↑  Miasto otrzymało niepełne prawo lubeckie (uzupełniane do 1343).
94. ↑  Dokument lokacyjny wystawił prawdopodobnie król Przemysł Ottokar II. Prawa miejskie są potwierdzone dopiero w XIV wieku.
95. ↑  Nadanie praw miejskich przed tą datą przez biskupa warmińskiego Anzelma. Miasto otrzymało miano Brunsberg (późniejsza nazwa: Braunsberg) na pamiątkę świętego Brunona z Kwerfurtu. Po zniszczeniu przez Prusów w 1260, biskup warmiński Henryk Fleming nadał prawo miejskie lubeckie w 1284 nowej osadzie (ta leżała bliżej ujścia Pasłęki).
96. ↑  Nadanie prawa miejskiego magdeburskiego przez księcia pomorskiego Barnima I.
97. ↑  Nadanie prawa miejskiego lubeckiego wspólnie przez księcia pomorskiego Warcisława III i biskupa kamieńskiego Hermanna von Gleichen.
98. ↑  Od 1948 część Szczecina.
99. ↑  Miasto lokowane w sąsiedztwie Starego Miasta Torunia, jako osobny organizm miejski; oba miasta połączone administracyjnie w 1454 r.
100. ↑  Pierwsza wzmianka o mieście pochodzi z 1268 r.
101. ↑  Pierwsza wzmianka o mieście pochodzi z 1268 r. Utracił prawa miejskie w 1948 r.
102. ↑  29 marca 1275 r. jest wzmiankowany wójt kłodzki.
103. ↑  Około 1295 r.
104. ↑  Nadanie praw miejskich przed 1298 rokiem.